# Октуполь
Октуполь (англ. octupole) — система з восьми зарядів з сумарним зарядом рівним нулеві, яка не має ні дипольного, ні квадрупольного моменту. Взаємодія між октуполями є набагато слабкішою, ніж між диполями або квадруполями.